# 前野高章
前野 高章（まえの たかあき、1978年 - ）は、日本の経済学者。日本大学通信教育部・大学院総合社会情報研究科教授。専門は国際経済学及び国際貿易論。学位は博士（経済学）（2015年,中央大学）。

## 略歴
この節の出典
- 2003年
  - 日本大学経済学部経済学科 卒業
- 2005年
  - カールトン大学でM.A. in Economics（修士号）取得。
- 2009年3月
  - 日本大学大学院経済学研究科博士後期課程 単位取得満期退学
- 2009年4月 - 2015年3月
  - 日本大学経済学部 助手
- 2011年 - 2013年
  - 常磐大学 非常勤講師
- 2013年 - 2014年
  - 芝浦工業大学 非常勤講師
- 2013年 - 2015年
  - 明海大学 非常勤講師
- 2014年 - 現在
  - 学習院大学 非常勤講師
- 2015年3月
  - 『貿易構造の多角化と貿易円滑化の進展：貿易構造の分解および貿易コストの決定要因に関する実証研究』で中央大学より博士（経済学）を授与される（論文博士）。
- 2015年4月 - 2017年3月
  - 立教大学経済学部 非常勤講師
- 2015年4月 - 2018年3月
  - 敬愛大学経済学部 専任講師
- 2018年4月 - 2023年3月
  - 日本大学通信教育部経済学部 准教授
- 2019年4月 - 2023年3月
  - 日本大学大学院総合社会情報研究科 准教授
- 2023年4月 - 現在
  - 日本大学通信教育部・大学院総合社会情報研究科 教授

## 著書
- （馬田啓一・浦田秀次郎・木村福成編著）『日本通商政策論 自由貿易体制と日本の通商課題』（2011年、文眞堂）
- （スレイマン・イブラヒム・コーヘン著、溝端佐登史・岩﨑一郎・雲和弘・徳永昌弘 監訳）『国際比較の経済学 グローバル経済の構造と多様性』（2012年、NTT出版）
- （馬田啓一・浦田秀次郎・木村福成 編著）『日本のTPP戦略 課題と展望』（2012年、文眞堂）
- （エルハナン・ヘルプマン著、本多光雄・井尻直彦・前野高章・羽田翔 訳）『グローバル貿易の針路をよむ』（2012年、文眞堂）
- （馬田啓一・木村福成 編著）『国際経済の論点』（2012年、文眞堂）
- （石川幸一・馬田啓一・木村福成・渡邊頼純 編著）『TPPと日本の決断 「決められない政治」からの脱却』（2013年、文眞堂）
- （浦田秀次郎 監訳）『米国の研究者が書いたTPPがよくわかる本』（2013年、日経BP）
- （A.オスルンド 著、家本博一・吉井昌彦・池本修一 監訳）『資本主義はいかに築かれたか』（2020年、文眞堂）
- （陸亦群・前野高章・安田知絵・羽田翔）『現代開発経済入門』（2020年、文眞堂）
- （藤本訓利・陸亦群・前野高章）『ミクロ・マクロ経済理論入門』（2020年、文眞堂）
- （石川幸一・馬田啓一・清水一史 編著）『岐路に立つアジア経済 米中対立とコロナ禍への対応』（2021年、文眞堂）
- （ダグラス・アーウィン  著、長谷川聰哲監訳）『米国通商政策史』（2022年、文眞堂）
- （前野高章・陸亦群）『やさしく学べる経済学』（2022年、文眞堂）
- （井尻直彦・羽田翔・前野高章・陸亦群）『国際経済学入門』（2023年、文眞堂）